# Municipio de Eaton (Pensilvania)
El municipio de Eaton (en inglés: Eaton Township) es un municipio ubicado en el condado de Wyoming en el estado estadounidense de Pensilvania. En el año 2000 tenía una población de 1.644 habitantes y una densidad poblacional de 17 personas por km².

## Geografía
El municipio de Eaton se encuentra ubicado en las coordenadas 41°29′00″N 76°01′59″O / 41.48333, -76.03306.

## Demografía
Según la Oficina del Censo en 2000 los ingresos medios por hogar en la localidad eran de $37,174 y los ingresos medios por familia eran $50,132. Los hombres tenían unos ingresos medios de $30,817 frente a los $20,893 para las mujeres. La renta per cápita para la localidad era de $18,464. Alrededor del 6,5% de la población estaban por debajo del umbral de pobreza.

## Tiros 2017
En el 8 de junio de 2017, los empleados de un supermercado Weis Markets, estaban abasteciendo y cerrando la tienda para la noche. Poco antes de la 1:00 am, Randy Stair, de 24 años, bloqueó las salidas de la tienda y procedió a disparar y matar a tres de sus compañeros de trabajo antes de suicidarse. 